# Michaela Conlin
Michaela Conlin, född 9 juni 1978 i Allentown, Pennsylvania, är en amerikansk skådespelare.
Hon har gjort små roller i olika TV-serier, men är mest känd som konstnären Angela i den amerikanska TV-serien Bones.